# شهرستان مرسر (نیوجرسی)
شهرستان مرسر، نیوجرسی (به انگلیسی: Mercer County, New Jersey) یک سکونتگاه مسکونی در ایالات متحده آمریکا است که در نیوجرسی واقع شده‌است.